# Arsen Awakow
Arsen Boryssowytsch Awakow (ukrainisch Арсен Борисович Аваков, armenisch Արսեն Բորիսի Ավակով; * 2. Januar 1964 in Baku, Aserbaidschanische Sozialistische Sowjetrepublik, UdSSR) ist ein ukrainischer Staatsmann und Politiker armenischer Herkunft. Von 2014 bis 2021 war er Innenminister der Ukraine.

## Biographie und Karriere
Arsen Awakow wurde am 2. Januar 1964 in der mittlerweile eingemeindeten Siedlung Kirow bei Baku in der damaligen Sowjetrepublik Aserbaidschan geboren und ist armenischer Herkunft. Sein Vater war Berufssoldat der Sowjetarmee. Als er zwei Jahre alt war, siedelte seine Familie in die Ukrainische Sowjetrepublik über. Von 1981 bis 1982 arbeitete er als Laborassistent am Lehrstuhl „Automatisierte Leitungssysteme“ des polytechnischen Instituts von Charkiw. Dort schloss er 1988 erfolgreich das Ingenieurstudium ab. Anschließend arbeitete er im Forschungsinstitut für Gewässerschutz. Von 1990 an nutzte er die neuen Bestimmungen zur Teilprivatisierung der bisherigen Planwirtschaft, er gründete mehrere Firmen, darunter die „Basis“-Bank, später gründete er auch regionale Fernsehkanäle.
2002 wurde er erstmals in den Stadtrat von Charkiw gewählt. 2004 war er einer der führenden Köpfe der „Orangen Revolution“ in der Stadt. Während des Präsidentschaftswahlkampfs 2004 war er stellvertretender Leiter des Charkiwer Hauptquartiers des Präsidentschaftskandidaten Wiktor Juschtschenko.
Nach dem Sieg der Orangenen Revolution wurde er am 4. Februar 2005 durch die Verordnung des Präsidenten der Ukraine zum Vorsitzenden der staatlichen Gebietsverwaltung Charkiw ernannt.
2005 wurde Awakow zum Mitglied des Rats der Partei der Volksunion Unsere Ukraine und zum Mitglied des Parteipräsidiums gewählt. 2006 wurde er Abgeordneter des Regionalrats von Charkiw und Mitglied der Kommission für Budgetfragen.
Am 9. Februar 2010, zwei Tage nach dem Sieg von Wiktor Janukowytsch bei den Präsidentschaftswahlen, legte Avakov gemäß Teil 3 Art. 31 des Gesetzes der Ukraine über den öffentlichen Dienst „grundsätzliche Meinungsverschiedenheit mit der Entscheidung einer staatlichen Behörde oder eines Beamten, sowie ethische Hindernisse für die Tätigkeit im öffentlichen Dienst“ sein Amt als Vorsitzender der staatlichen Gebietsverwaltung Charkiw nieder.
Am 21. April 2010 trat er der Partei Batkiwschtschyna bei und nahm den Vorschlag von Julija Tymoschenko an, die Gebietsorganisation Batkiwschtschyna zu leiten.
Im Oktober 2010 wurde er nach Meinung ausländischer Wahlbeobachter durch Wahlbetrug um den Sieg bei den Bürgermeisterwahlen von Charkiw gebracht; ihm fehlten rund 3000 Stimmen gegenüber dem Kandidaten der Partei der Regionen Janukowytschs. Doch wurde er in den Bezirksrat von Charkiw gewählt. Im September 2011 schlossen die von Janukowytschs Partei kontrollierten Behörden drei seiner regionalen Fernsehkanäle. Im März 2012 wurde er wegen angeblichem Amtsmissbrauch (Vorwurf der illegalen Weitergabe von Grundstücken), aufgrund eines von den ukrainischen Behörden bei Interpol beantragten internationalen Haftbefehls in Rom verhaftet. Das Appellationsgericht in Rom hob den Haftbefehl nach wenigen Tagen auf, mit der Begründung, dass dieser offenkundig politisch motiviert sei. Bei der Parlamentswahl 2012 wurde Awakow in die Werchowna Rada gewählt. Da er aber nach eigenem Bekunden weiterhin politische Verfolgung befürchtete, kehrte er erst im Dezember 2012 aus Italien in die Ukraine zurück. Das Strafverfahren gegen ihn wurde wegen Fehlens eines kriminellen Ereignisses eingestellt (Absatz 2, Artikel 6 der Strafprozessordnung der Ukraine).
Nach den Ergebnissen der Parlamentswahlen im Herbst 2012 wurde er auf den Listen der vereinten Opposition Batkiwschtschyna zum Volksabgeordneten der Ukraine gewählt. Während der Revolution der Würde war er einer der Kommandanten des Euromaidan, war an der Infrastruktur des Protestlagers wie Barrikaden, Zeltstadt und Verpflegung beteiligt.
Am 27. Februar 2014 bestätigte die Werchowna Rada der Ukraine Arsen Avakov als Minister des Innern der Ukraine.
Zu seinen wichtigsten Errungenschaften nach den Ergebnissen seiner 100-tägigen Arbeit als Minister zählte die Verhinderung eines Separatistenszenarios in Charkiw, die Wiederherstellung der Nationalgarde und die erfolgreiche Arbeit der Polizei während der Präsidentschaftswahl 2014. Kurz vor den Parlamentswahlen 2014 kündigte Arsen Avakov seine Mitgliedschaft in einer neuen politischen Partei Narodnyj front (Volksfront) an, der auch die Kommandeure der Freiwilligenbataillone angehörten.
Am 2. Dezember 2014 bildete die in der Werchowna Rada gebildete Koalition, vertreten durch die Parteien Block Petro Poroschenkos, Narodnyj front, Samopomitsch, Oleg Liashkos Radikale Partei und Batkiwschtschyna, einen Entwurf für eine neue Regierung, in der Arsen Avakov den Posten des Regierungschefs des Ministeriums für innere Angelegenheiten der Ukraine behielt.
Nach dem Rücktritt der zweiten Regierung von Arsenij Jazenjuk am 14. April 2016 und der Bildung einer neuen Regierung unter der Führung von Wolodymyr Hrojsman, behielt Arsen Avakov das Amt des Ministers des Innern der Ukraine.
Arsen Avakov wurde auf Vorschlag des ukrainischen Präsidenten Wolodymyr Selenskyj wieder in seine frühere Position berufen. Er wurde am 29. August 2019 in der ersten Sitzung der Werchowna Rada der IX. Legislaturperiode in die neue Zusammensetzung des Ministerkabinetts der Ukraine aufgenommen und am 21. Juli 2019 in außerordentlichen Wahlen gewählt. Zu diesem Zeitpunkt war er der einzige Minister, der nach dem Machtwechsel in der Ukraine im Jahr 2014 sein Amt nicht verlor.
Im März 2020 trat Avakov in die neue Regierung von Denys Schmyhal ein, der in diesem Amt Premierminister Oleksij Hontscharuk wechselte.
Am 13. Juli 2021 verfasste er ein Rücktrittsschreiben, das am 15. Juli 2021 von der Werchowna Rada der Ukraine genehmigt wurde.
Während seiner Amtszeit war Avakov vom 24. Februar 2014 bis zum 15. Juli 2021 Minister des Innern der Ukraine, beim Präsidenten Oleksandr Turtschynow i. A., zwei Präsidenten der Ukraine: Petro Poroshenko und Volodymyr Zelenskyi war er Mitglied von fünf Zusammensetzungen des Ministerkabinetts der Ukraine: zwei Regierungen von Arsenii Yatseniuk, den Regierungen von Volodymyr Hroisman, Oleksii Honcharuk und Denys Shmyhal. Seine Amtszeit dauerte 7 Jahre, 4 Monate und 21 Tage – dies ist die längste Amtszeit in der Regierung in der Geschichte der unabhängigen Ukraine.

## Arbeitsergebnisse

### Reform des Ministeriums für innere Angelegenheiten
Avakov reformierte das System des Ministeriums für innere Angelegenheiten der Ukraine umfassend, wodurch die Abteilung zum Hauptorgan im System der zentralen Exekutivorgane für die Gestaltung und Umsetzung der Staatspolitik wurde. Am 7. November 2015 trat das Gesetz der Ukraine „Über die Nationale Polizei“ in Kraft, das der Existenz des alten sowjetischen Polizeisystems ein Ende setzte. Die auf Initiative von Avakov gegründete Streifenpolizei der Ukraine wurde ebenfalls Teil der Nationale Polizei.
Als Ergebnis einer umfassenden Reform des Ministeriums stieg das Vertrauen in die Exekutivbehörden.

### Bildung der Nationalgarde der Ukraine und der Freiwilligenbataillone
Im März 2014 auf Initiative des Präsidenten i. A. Oleksandr Turchynov und des Ministers des Innern der Ukraine Arsen Avakov wurde die Nationalgarde der Ukraine auf der Grundlage der internen Truppen des Ministeriums für innere Angelegenheiten der Ukraine und Freiwilliger der Maidan-Selbstverteidigung gegründet.
Eine weitere Initiative von Arsen Avakov war die Bildung von Freiwilligenbataillonen unter der Schirmherrschaft des Ministeriums für innere Angelegenheiten, in den Freiwillige nach einem vereinfachten Verfahren aufgenommen wurden. Das Freiwilligenbataillon Asow (heute ein Sonderregiment der NGU der Ukraine) spielte eine entscheidende Rolle bei der Befreiung Mariupols von den Separatisten vom 6. Mai bis zum 13. Juni 2014.
Ab Herbst 2014 wurden alle Freiwilligenbataillone in die Strukturen der Nationalgarde bzw. der Streitkräfte der Ukraine integriert.

### Ereignisse in Charkiw
In der Nacht vom 7. auf den 8. April 2014 leitete Awakow persönlich den Einsatz zur Einnahme des Gebäudes der staatlichen Gebietsverwaltung Charkiw, das von Separatisten und Militanten, die am Tag zuvor aus Belgorod eingetroffen waren, besetzt worden war. Am Vortag wurde die Verordnung des Präsidenten i. A. Oleksandr Turchynov über die Durchführung einer Anti-Terror-Operation auf dem Territorium von Charkiw und des Gebiets Charkiw unterzeichnet. Die Einnahme des Gebäudes der staatlichen Gebietsverwaltung Charkiw dauerte 17 Minuten. Der Einsatz von Schusswaffen war nicht erforderlich. Bei der Operation wurden 67 Personen festgenommen.
Im Jahr 2020 veröffentlichte Avakov sein Buch „2014 - Momente des Charkiwer Frühlings“, welches über die Ereignisse in Charkiw im Frühjahr 2014 berichtete und ein einzigartiges Dokument – „Der Plan für Charkiw und das Gebiet Charkiw“, den separatistischen Plan zur Eroberung des Gebiets Charkiw und weitere Pläne zur Eroberung der östlichen Regionen der Ukraine enthielt.

### Biometrische Reisepässe für visumfreies Reisen mit EU-Ländern
Avakov initiierte die Bemühungen des Ministeriums für innere Angelegenheiten zur Einführung biometrischer Reisepässe, welches eine der notwendigen Voraussetzungen für die Einführung eines visumfreien Regimes für die Ukraine mit den EU-Ländern war. Die ersten internationalen Reisepässe wurden im Januar 2015 ausgestellt.
Im Jahr 2019 stellte Avakovs Abteilung die ersten Optionen für die mobile Anwendung Dija vor, ein elektronischer, öffentlichen Dienst, welcher vom Ministerium für digitale Transformation der Ukraine entwickelt wurde. Die ersten digitalen Dokumente, auf die über die Dija-App zugegriffen werden konnte, waren Führerschein und Fahrzeugschein. Im Jahr 2020 wurden in der Dija-Anwendung elektronische Versionen des Personalausweises und des biometrischen Reisepasses für Reisen ins Ausland verfügbar.

### Fall des Nationalgardisten Vitalii Markiv
Am 30. Juni 2017 wurde der Oberfeldwebel, Truppführer des Bataillons namens M. Kulchytskyi (Militäreinheit 3066) der NGU Vitalii Markiv wegen des Verdachts der Beteiligung am Tod des italienischen Staatsbürgers Andrea Rocchelli, eines Fotografen, und Andrei Mironov, eines russischen Staatsbürgers, in Slowjansk im Mai 2014 festgenommen. Unmittelbar nach der Verhaftung von Markiv erklärte Arsen Avakov die Unschuld der Nationalgarde, die Voreingenommenheit des Gerichts und die Verwendung von durch Russland gefälschter Beweise. Avakov veranlasste die Nationale Polizei der Ukraine, eigene Ermittlungen durchzuführen, im Rahmen derer eine Reihe von Ermittlungsmaßnahmen durchgeführt und Beweise für die Unschuld des Nationalgardisten Vitalii Markiv erbracht wurden.
Während des gesamten Zeitraums des Prozesses im Fall Markiv von 2017 bis 2020 überwachte Minister Avakov dessen Verlauf, traf sich wiederholt mit Vertretern der italienischen Botschaft, erleichterte die Arbeit von Anwälten (einigen Berichten zufolge bezahlte er ihre Dienstleistungen) und war bei allen Gerichtsverhandlungen in den Städten Pavia (Italien) und Mailand (Italien) anwesend.
Avakov war auch in der Sitzung des Mailänder Berufungsgerichts anwesend, das alle Anklagen gegen Vitalii Markiv fallen ließ. Am Ende der letzten Sitzung veranlasste Avakov die sofortige Freilassung von Markiv aus dem Gefängnis und organisierte noch am selben Abend einen Charterflug nach Kyjiw, welchen er selbst bezahlte.

### Sicherstellung eines fairen und transparenten Wahlprozesses in der Ukraine
Im Jahr 2019, während der Kampagne für die Präsidentschaftswahl in der Ukraine, sorgte Avakov für die ersten transparenten Wahlen in der Ukraine. Die Arbeitsstrategie des Ministeriums des Innern und der Nationalen Polizei der Ukraine bestand darin, durch Schulungen Polizeikräfte auf Verstöße bei der Wahlagitation zu sensibilisieren. Auf Initiative von Avakov wurde die Arbeitsstrategie während der Wahlkämpfe der außerordentlichen Parlamentswahlen in der Ukraine am 21. Juli 2019 und der lokalen Wahlen am 25. Oktober 2019 übernommen.

## Auszeichnungen
- Verdienter Wirtschaftswissenschaftler der Ukraine (22. Juni 2007)
- Verdienstorden des 3. Grades (15. April 2016)
- Orden der Ehrenlegion (Frankreich) (9. Juni 2022)

## Autor
Awakow ist Autor von wissenschaftlichen Artikeln, politischen Essays sowie Koautor einer Monographie über den Wechselverkehr im Bankwesen.